# Imre Szekeres
Pour les articles homonymes, voir Szekeres.
 (août 2024).
Si vous disposez d'ouvrages ou d'articles de référence ou si vous connaissez des sites web de qualité traitant du thème abordé ici, merci de compléter l'article en donnant les références utiles à sa vérifiabilité et en les liant à la section « Notes et références ».
 (août 2024).
Imre Szekeres (né le 9 septembre 1950 à Szolnok, Hongrie), est un homme politique hongrois. Membre du Parti socialiste. Ministre de la Défense de Hongrie entre 2006 et 2010.

## Carrière politique

### Gouvernement postes
Ministre de la défense (juin 2006 - mai 2010)
Secrétaire d'État politique avec autorité générale (mai 2002 - octobre 2004)

### Parti socialiste hongrois(MSZP)
Président adjoint (octobre 2004 - février 2007, février 2007)
Président de la section économique - (2002 - 2007, 2007 -)
Vice-président (mars 2003 - octobre 2004)
Membre de la présidence nationale du parti (septembre 1998 - mars 2003)
Vice-président (octobre 1994 - septembre 1998)
Campagne chef (1994, 1998)
Président exécutif adjoint (novembre 1990 - mai 1992, mai 1992 - octobre 1994)
Secrétaire national (mai 1990 - novembre 1990)
Comté de président du comté de Veszprém (octobre 1989)

### Parlement
- 2006: individuels circonscription (Jászapáti)
- 2002: comté partie de la liste du comté de Jász-Nagykun-Szolnok
- 1998: individuels circonscription (Jászapáti)
- 1994: individuelles circonscription (Jászapáti)
Comité économique du Parlement - Président (avril 2002 - mai 2002)
Budget et des Finances du Parlement, le président (juin 1998 - mai 2002)
Sous-Comité de l'intégration européenne du Parlement - Président (octobre 1998 - mai 2002)
Leader du MSZP Groupe des membres du Parlement (octobre 1994 - juin 1998)

## Prise de parole
Dans le livre de Karl Benziger Imre Nagy, Martyr of the Nation. Contested History, Legitimacy, and Popular Memory in Hungary, Imre Szekeres dit d'Imre Nagy qu'il est un symbole des années 1989-1990 (Imre Nagy is a symbol of 1989-90 [...]).